# Jan Zapletal (poslanec Říšského sněmu)
Jan Zapletal (27. prosince 1799 Osek nad Bečvou – 16. února 1884 Osek nad Bečvou) byl moravský a rakouský politik, během revolučního roku 1848 poslanec Říšského sněmu.

## Biografie
Profesí byl rolníkem. Uvádí se jako čtvrtláník z Radvanic.
Během revolučního roku 1848 se zapojil do politiky. Ve volbách roku 1848 byl zvolen na ústavodárný Říšský sněm. Zastupoval volební obvod Hranice. Uvádí se jako rolník. Patřil mezi slovanské poslance a byl řazen ke sněmovnímu bloku pravice, do kterého náležel český politický tábor, Moravská národní strana (staročeši).
Zemřel v únoru 1884 ve věku 86 let.
Jeho bratr František Zapletal z Luběnova působil v 2. polovině 19. století jako vrchní státní návladní. Mezi jeho příbuzné patřil i Karel Zapletal (1841–1894), poslanec Moravského zemského sněmu a statkář v Radvanicích.